# スンガイコーロック駅
スンガイコーロック駅（スンガイコーロックえき、タイ語:สถานีรถไฟสุไหงโก-ลก）は、タイ王国南部ナラーティワート県スンガイコーロック郡にある、タイ国有鉄道南本線の駅である。

## 概要
スンガイコーロック駅は、タイ王国南部ナラーティワート県の、人口約7万5千人が暮らすスンガイコーロック郡にあるタイ国有鉄道南本線の終着駅であり、タイ最南端の駅である。旧トンブリー駅より1142.99km地点に位置する。当駅に到着するバンコク発着の列車は全てクルンテープ駅発着であり、その乗車距離は1159.04kmにおよび、タイ国鉄が運行する最長距離列車である。乗車時間は特急列車利用で19時間50分である。
一等駅であり、1日に14本（7往復）の列車が発着しその内訳は、特急1往復、快速2往復、普通4往復である。線路は当駅より東方向、すなわちタイ＝マレーシア国境に向けて伸びており、さらに国境を越えてマレーシア領内を東に進み、マレー鉄道イースト・コースト線のパシール・マス駅まで繋がっている。かつては国境を超え、タイとマレーシアを結ぶ列車も運行されていたが、現在では国境を跨いで運行される国際列車は旅客・貨物ともに存在しない。そのため鉄道での国境は封鎖されているが、タイ側の路盤は良好に整備されている。一方、マレーシア側の路盤は雑草や潅木が生い茂り、荒廃を極めている。
列車での越境はできなくなったが、道路を使用してのそれは可能でありマレーシアとの貿易でにぎわっている。当駅は町の中心部にあるため、交通の利便性は良い。

## 歴史
1921年9月17日に南本線最後の開業区間であるタンヨンマット駅 - 当駅間の開業により南本線の完成を見た。
- 1921年9月17日 【開業】タンヨンマット駅 - スンガイコーロック駅 (43.49km)

## 駅構造
単式及び島式1面の複合型ホーム2面2線をもつ地上駅であり、駅舎はホームに面している。